# Ланге, Свен (спортсмен)
Свен Ла́нге (нем. Sven Lange; 10 января 1967, Бютцов — 2 марта 1992, Шверин) — немецкий боксёр полутяжёлой весовой категории, выступал за сборную ГДР во второй половине 1980-х годов. Чемпион Европы, четырёхкратный чемпион национального первенства, победитель многих международных турниров и матчевых встреч. Погиб в автокатастрофе.

## Биография
Свен Ланге родился 10 января 1967 года в городе Бютцов. Активно заниматься боксом начал в возрасте десяти лет в коммуне Вендорф, первое время тренировался под руководством собственного отца Карла-Аугуста Ланге в спортивном клубе «Трактор». Одержал множество побед на юниорском уровне, в частности, в возрастной группе от 13 до 17 лет пять раз становился чемпионом ГДР — благодаря этим победам в 1980 году был приглашён в именитый боксёрский клуб «Шверин», где продолжил показывать неплохие результаты. В 1981 и 1983 годах выиграл боксёрские турниры на студенческих Спартакиадах.
Первого по-настоящему серьёзного успеха на ринге Ланге добился в 1985 году, когда одержал победу на взрослом национальном первенстве Восточной Германии и занял третье место на молодёжном чемпионате мира в Бухаресте. В следующем сезоне вновь был лучшим в своей стране, дошёл до финала на международном турнире в Галле, но в решающем матче проиграл знаменитому кубинцу Феликсу Савону. Сезон 1987 года практически полностью пропустил из-за травмы.
В 1988 году Ланге в третий раз выиграл первенство ГДР, рассматривался как основной кандидат на участие в летних Олимпийских играх в Сеуле, однако в полутяжёлой и супертяжёлой весовых категориях на Игры поехали Рене Зютовиус и Майк Хайдек соответственно. Год спустя снова завоевал золото национального первенства, причём в финальном матче взял верх над будущим олимпийским чемпионом Торстеном Маем. Благодаря череде удачных выступлений удостоился права защищать честь страны на чемпионате Европы в Афинах — одолел здесь всех своих соперников в полутяжёлом весе и получил таким образом золотую медаль.
После объединения Германии Свен Ланге продолжил активно выходить на ринг, в 1991 году занял второе место в зачёте объединённого чемпионата, получил бронзу на международном турнире в Галле (в финальном матче уступил будущему чемпиону мира среди профессионалов поляку Дариушу Михальчевскому). 2 марта 1992 года по пути в свой клуб «Шверин» насмерть разбился в дорожно-транспортном происшествии. Был женат, оставил после себя ребёнка.